# Ulrich Moller (Kaufmann)

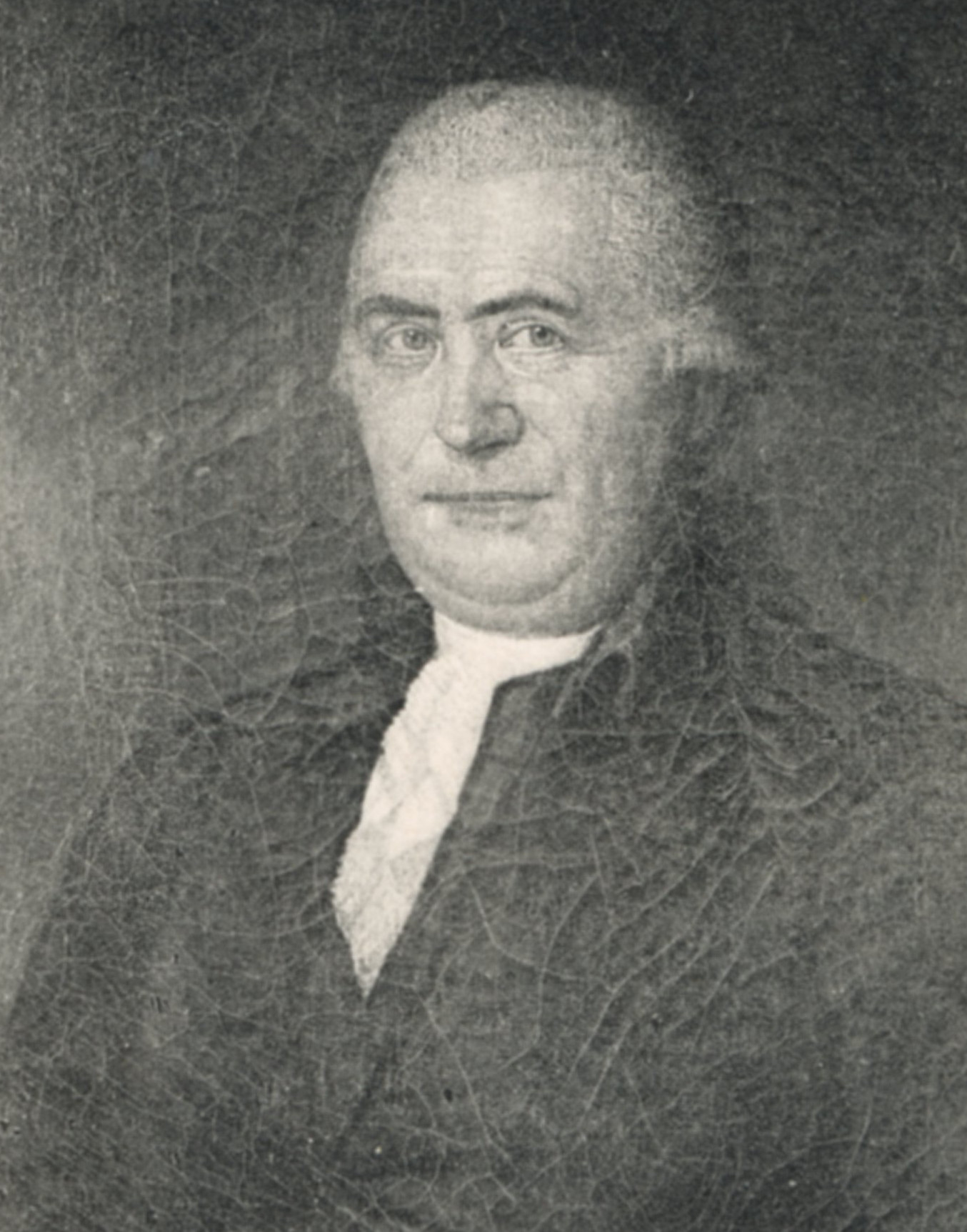
Ulrich Moller, Gemälde von 1804

Ulrich Moller (* 5. August 1733 in Hamburg; † 23. November 1807 ebenda) war ein deutscher Kaufmann und Mitbegründer der Patriotischen Gesellschaft von 1765. 

## Herkunft und Familie
Moller stammte aus dem Hamburger Hanseatengeschlecht Moller vom Baum. Sein Vater war der gleichnamige Kaufmann und Ratsherr Ulrich Moller (1690–1761) und seine Mutter war Catharina Lente (1707–1742), Tochter von Gerd Lente (1671–1738) und Enkelin des Oberalten Gerd Lente (1640–1719).
Am 29. Juli 1760 heiratete Moller Anna Dorothea Boetefeur (1737–1818), Tochter des Oberalten Philipp Boetefeur (1692–1766). Von seinen drei Söhnen wurde Philipp (1763–1835) Kaufmann, Johannes (1770–1839) Jurat an Sankt Michaelis und Adolf (1773–1831) ebenfalls Kaufmann. Seite Tochter Anna Ulrike hatte den Sohn Johann Friedrich Albrecht August Meyer, der Anwalt wurde. Seine Nichte war Elisabeth Hudtwalcker, geborene Moller. Seine Enkelin Anna Elisabeth Moller (* 1823), Tochter des Sohnes Johannes, heiratete 1865 den Maler Friedrich Adolph Hornemann.

## Leben

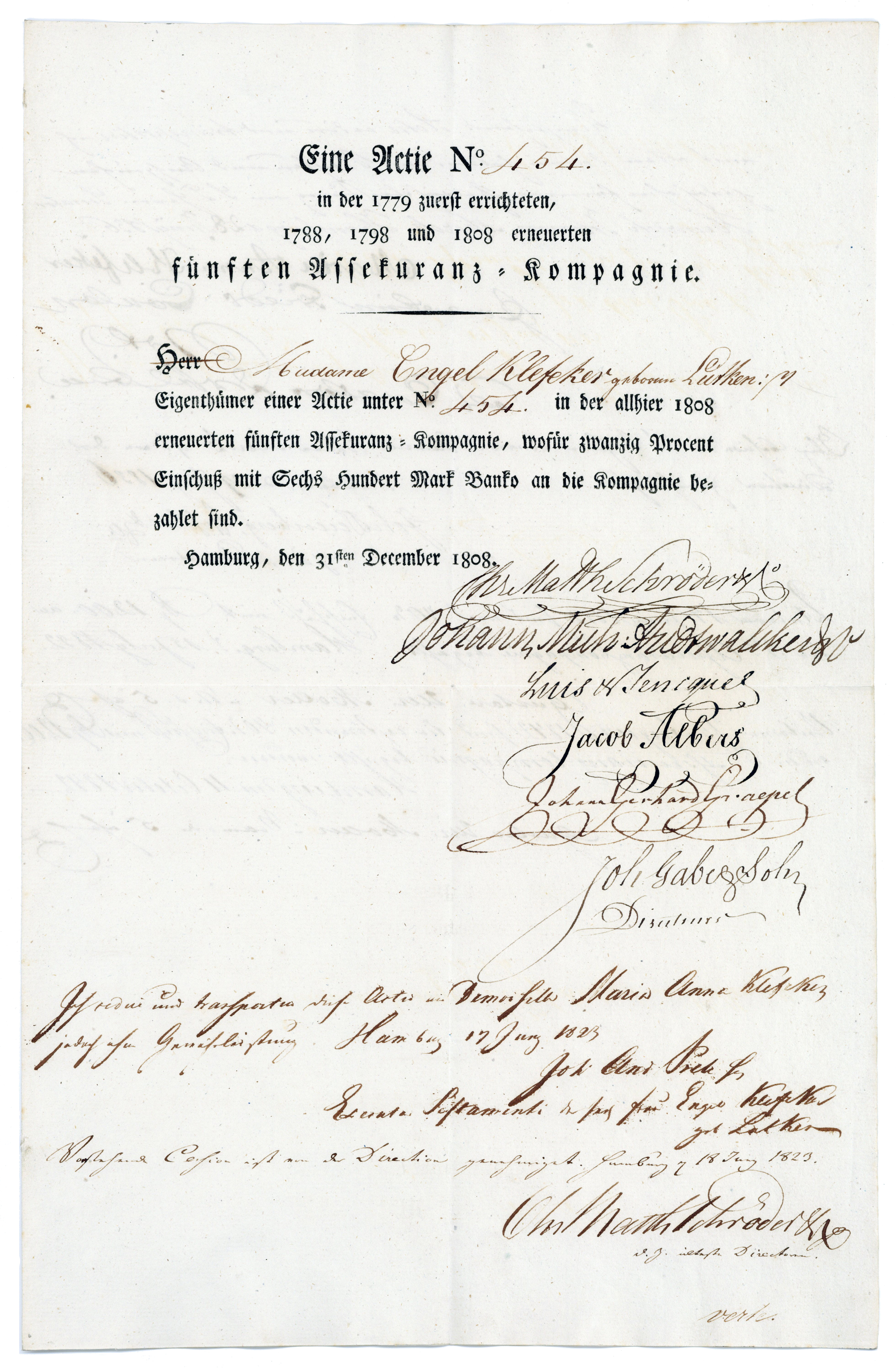
Aktie der Fünften Assekuranz-Kompagnie über 3.000 Mark Banko, ausgestellt in Hamburg am 31. Dezember 1808, im Original unterschrieben u. a. von dem Hamburger Bürgermeister Christian Matthias Schröder. In der Satzung der 1779 von dem Kaufmann Ulrich Moller gegründeten Kompagnie wurde der Unternehmenszweck wie folgt beschrieben: „Die Gesellschaft übernimmt Assecuranzen auf Gefahren zur See, auf Flüssen und bei Versendungen zu Lande, auf Hafen-, Revier- und Feuer – Gefahr“.

Moller war Kaufmann, stieg in die Handlung seines Vaters ein und verwaltete daneben zahlreiche Ehrenämter in Hamburg: Im Jahr 1761 wurde er Adjunkt an Sankt Katharinen und Deputierter an der Brotordnung, 1762 Bürger am Admiralitätszoll, 1763 Subdiakon an Sankt Katharinen und Deputierter an der Weinaccise, 1764 kaufmännischer Richter am Hamburger Niedergericht, Kriegskommissar und Bürger an der Schoßtafel von Sankt Katharinen, 1765 Bürger an der Viehaccise, 1766 Provisor am Spinnhaus und Mitglied der Fortifikations-Deputation, 1768 Baubürger, 1771 Bancobürger, 1775 Bürger an der Ämter-Regulierung, 1789 Brandschauer im Kirchspiel Sankt Petri und 1803 Börsenalter in der Englandfahrer-Gesellschaft.
Nach dem Siebenjährigen Krieg setzte 1763 eine Finanzkrise in Hamburg ein. Viele Banken hatten sich während des Krieges verspekuliert. Moller brachte zwar sein Handlungsunternehmen sicher durch diese Krise, musste jedoch im Jahr 1778 dieses Geschäft aufgeben. Stattdessen gründete Stattdessen gründete er ein Jahr später die Fünfte Assekuranz-Compagnie und wurde, als die Assekuranzfirma Erfolg hatte, deren Bevollmächtigter. 1787 begründete er die Assekuranz-Bibliothek, die bis zum Jahr 1804 bereits 5480 Werke umfasste, welche er ab 1787 katalogisiert und das dazugehörige Verzeichnis regelmäßig veröffentlicht hat. Diese Bibliothek hatte einen eigenen Bibliothekar und befand sich einst im Hamburger Dom, dann in der Sankt Johanniskirche und später auf einem Speicher, bevor die dann über 6000 Werke umfassende Bibliothek an die heutige Staats- und Universitätsbibliothek Hamburg überging.
Im Jahr 1765 war er Mitbegründer der zur Förderung der Künste und des nützlichen Gewerbes ins Leben gerufenen Patriotischen Gesellschaft. In den Jahren 1790 und 1791 war er auch Präses dieser Gesellschaft. Seine langjährige Mitgliedschaft und Mitarbeit in der Patriotischen Gesellschaft führte dazu, dass nach seinem Tod sein Bildnis in dem Versammlungszimmer der Gesellschaft aufgehängt wurde.
Im Jahr 1797 gründete Moller noch die Fußboten-Post, welche bis 1832 in Familienbesitz blieb.
Moller erkaufte auch die Verlängerung der Familienvikarie am Hamburger Dom, für welche die Familie, nach Aufhebung des Hamburger Domkapitels im Jahr 1804, 10.000 Mark Banco bekamen.
Er starb 1807 im Alter von 74 Jahren in Hamburg.

## Werke (Auswahl)
- Plan einer 5ten Assecuranz-Compagnie. Hamburg 1778.
- Entwurf, eine Fußboten-Post, sowohl für Hamburg als für die umliegenden Gegenden durch Actien anzulegen. Hamburg 1796.
- Verzeichniß der Bücher-Sammlung der fünften Hamburgischen Assekuranz-Compagnie. Hamburg 1804 (Digitalisat auf den Seiten der Staats- und Universitätsbibliothek Hamburg).